# دانييلا هونجر
دانييلا هونجر (بالألمانية: Daniela Hunger)‏ (من مواليد 20 مارس 1972 في برلين الشرقية ) هي سبّاحة متنوعة وحرة من ألمانيا الشرقية، فازت بميداليتين ذهبيتين في الألعاب الأولمبية الصيفية 1988 في سيول بكوريا الجنوبية : في سباحة متنوعة فردية للنساء 200 متر وكعضو في فريق السباحة الحرة للنساء 4 × 100 متر، كما شاركت هونجر في الألعاب الأولمبية الصيفية لعام 1992 في برشلونة بإسبانيا، حيث حصلت على ثلاث ميداليات، إنها تنافس على SC دينامو برلين / الاتحاد الرياضي ل (SV) دينامو.
في عام 1998 أعلن العديد من السباحين الألمان الشرقيين السابقين عن اتهامات ضد مدربيهم وأطبائهم بأنهم مخدرون بشكل منهجي، كانت دانييلا هونجر واحدة منهم.

## روابط خارجية
- دانييلا هونجر على موقع الاتحاد الدولي للسباحة (الإنجليزية)
- دانييلا هونجر على موقع SwimRankings.net (الإنجليزية)
- دانييلا هونجر على موقع اللجنة الأولمبية الدولية (الإنجليزية)
- دانييلا هونجر على موقع أوليمبيديا (الإنجليزية)